# Toni Duggan
Toni Duggan, född den 25 juli 1991 i Liverpool, är en engelsk före detta fotbollsspelare. Hon spelade under sin karriär för de engelska klubbarna Everton och Manchester City samt de spanska klubbarna Barcelona och Atlético Madrid.
Internationellt var hon en del av Englands damlandslag i fotboll där hon debuterade i en match mot Kroatien i september 2012. Mellan 2012 och 2020 gjorde hon 79 framträdanden och 22 mål för landslaget och var en del av truppen som vann brons i Världsmästerskapet i fotboll för damer 2015.
Toni Duggan avslutade sin fotbollskarriär i september 2024.

## Meriter[2]
Everton
- FA Women's League Cup: 2007-08
- FA Women's Cup: 2009-10

Manchester City
- FA Women's League Cup: 2014, 2016
- FA Women's Super League: 2016
- FA Women's Cup: 2016-17

Barcelona
- Copa de la Reina: 2018
- Copa Catalunya: 2018
- Uefa Women's Champions League: 2:a plats 2018-19

Atlético Madrid
- Supercopa de España Feminina: 2020-21

England
- Världsmästerskapet i fotboll för damer 2015: 3:e plats
- SheBelieves Cup: 2019